# Iglesia de San Pedro (Málaga)
La Iglesia de San Pedro es un templo católico del antiguo barrio de El Perchel de Málaga (España).

## Historia
El origen del inmueble se remonta a un ambicioso proyecto inacabado de Pedro Díaz de Palacios, entonces maestro mayor de la catedral de Málaga, al que se le encarga en 1626 la construcción de la Iglesia de San Pedro en el barrio del Perchel, como apoyo a la antigua parroquia de San Juan. Para ello, se proyecta una iglesia de tres naves, capilla mayor, sacristía y torre, en la que se combinan elementos ornamentales clásicos, heredados del renacimiento, junto con el mudejarismo de la magnífica armadura de par y nudillo que cubre la nave. Por diversas causas, este proyecto no se concluyó, llevándose a cabo solo la construcción de una nave, así como la simplificación de otros elementos, en la cabecera, y quedando la proyectada torre en una espadaña, eliminada posteriormente por la torre-campanario vigente. En el primer cuarto del siglo XVIII, se construyó la monumental capilla del Sagrario, de claro estilo barroco, atribuida al maestro Unzurrunzaga. Destaca en ella su rica ornamentación, compuesta de exuberantes yeserías y pinturas, próximas al pintor malagueño Diego de la Cerda.
A comienzos del siglo XX y después de los sucesos acaecidos en 1931 y 1936, al encontrarse el inmueble en estado ruinoso, se decide su reconstrucción, según los proyectos presentados en 1942 y 1943 por el arquitecto Enrique Atencia. En la memoria de la restauración, se respetaba la estructura de la iglesia pero añadiéndole dos capillas para albergar las imágenes de la cofradía del Cristo de la Expiración. En la actualidad, el inmueble destaca por la sobriedad y monumentalidad de sus formas, junto a la sencillez que presenta su magnífica portada, realizada en piedra rojiza que resalta sobre el enjabelgado del muro. Asimismo, se pueden señalar los valores identitarios, incrementado en los últimos cincuenta años por la presencia de la cofradía del Cristo de la Expiración, cuyas imágenes titulares poseen un gran poder de devoción y concentración para buena parte de la población malagueña

## Descripción
El templo presenta una construcción muy sencilla, de una sola nave, cubierta con armadura de par y nudillo, reforzada con tirantes de lazo que apoyan en pares de canes empotrados en los muros laterales.
El muro piñón de la cabecera se reviste de madera mientras en los pies aparece desnudo, en cuyo frente se abren tres óculos. En los muros perimetrales se adosan grandes arcos de medio punto, doblados, en su mayor parte ciegos, soportados por pilastras de orden dórico. En la zona superior de los mismos se abren vanos abocinados cubiertos de vidrieras.
La capilla mayor presenta la cabecera con testero plano, compuesto de un arco de medio punto ciego y adosado, de similares características que en los muros perimetrales de la nave.
En el lado izquierdo del presbiterio se ubica la pila bautismal. Está realizada entre 1600 y 1699, en piedra caliza, tallada y pulimentada. Se compone de un pie cilíndrico sobre base de sección octogonal y pila de forma circular con interior y exterior avenerado.
A los pies de la nave se encuentra el coro, realizado en madera, elevado sobre cuatro jacenas, de las cuales la primera apoya sobre dos canes y soporta un antepecho de balaustres.

### Capillas laterales
En el muro lateral izquierdo de la nave se abren tres capillas.
- La primera, contando desde los pies del templo, es la del Cristo de la Expiración. Tiene planta cuadrangular cubierta con falsa bóveda de ocho paños, óculos en sus lados exteriores y linterna superior. El acceso a la capilla desde la nave se realiza a través de un vano de medio punto cubierto con reja de fundición y forja, compuesta de balaustres y un friso decorado con motivos de candilieri y roleos.
- Le sigue la capilla de la Virgen de los Dolores, de planta rectangular cubierta con techo plano decorado con pinturas doradas.

Estas dos capillas fueron realizadas por el arquitecto Enrique Atencia Molina en 1943, y están decoradas con pinturas al temple en composiciones trapezoidales, representando temas de la Pasión de Cristo, ejecutadas en 1951 por Wenceslao Chamorro.
- La tercera, denominada capilla del Sagrario, se abre a la nave a través de un vano de medio punto coronada su clave con cartela oval rodeada de hojarasca e intradós cajeado con carnosos acantos dispuestos en guirnalda. Está cubierto con reja de fundición y forja compuesta de balaustres dorados y negros, crestería superior decorada con roleos, Candilieri, florones e iconografía con temas eucarísticos y referentes a San Pedro, titular de la iglesia. La capilla tiene planta hexagonal cubierta con bóveda semiesférica sobre tambor. Su alzado presenta pilastras corintias, cajeadas, entre arcos carpaneles y entablamento superior, volado, decorado con ménsulas de hojarascas.

### Tambor
El tambor muestra ventanas rectangulares entre pilastras y exuberante decoración de yeserías, sobre él descansa la bóveda semiesférica, reforzada con pilastras que encuadran espacios trapezoidales en los que aparecen notables pinturas al fresco con el tema iconográfico de la vida de la Virgen: Desposorios, Anunciación, Visitación, Adoración de los pastores, Adoración de los reyes y Presentación de Jesús en el templo.
En el costado derecho de la nave se ubican: la sacristía, con acceso al presbiterio, salas de reuniones, despacho y torre.

### Exterior
El exterior del templo presenta una serie de añadidos arquitectónicos que entorpecen su estructura primitiva, fruto de la reforma llevada a cabo en la década de los años cuarenta. Solo cabe destacar en la fachada principal o de los pies del templo la portada primitiva, realizada en piedra rojiza. Se estructura a modo de retablo, con dos cuerpos, compuesto el primero, de un vano de medio punto con ménsula en la clave y puntas de diamante en las enjutas, flanqueado por pilastras toscanas y entablamento superior terminado en ambos lados con pináculos de bola. El segundo cuerpo o ático presenta sobre el entablamento una hornacina avenerada flanqueada con pilastras, desarrollo lateral de roleos y frontón superior partido que alberga el escudo episcopal. En la zona superior de esta composición se abren tres óculos.
El vano que da acceso al interior de la nave está cubierto con puerta de madera, de doble hoja con postigo y remaches de hierro. Está realizada entre 1750 y 1799 y mide 4,65 x 3,47 x 0,15 m.
En el lado izquierdo de la fachada se abre una gran portada de corte neoclásico, que da acceso a la capilla de la Cofradía del Cristo de la Expiración. Está compuesta de un vano de medio punto, cubierto con puerta de madera de dos hojas, con remaches de hierro, flanqueado por pilastras en los laterales y entablamento superior coronado por un frontón triangular. Asimismo, en el lado derecho de la fachada, se encuentra un mosaico con la representación de las dos imágenes de la hermandad, guarnecido por un tejaroz.
El resto de la fachada por su costado derecho se corresponde con el cuerpo de la torre, en cuyo frente se abren vanos rectangulares, superpuestos, terminando la zona superior con dos arcos de medio punto en sus cuatro lados.

## Fuente
- Este artículo incluye contenido derivado de una disposición relativa al proceso de protección, incoación o declaración de un bien cultural o natural publicada en el BOE n.º 64 el 16 de marzo de 2005 (texto), el cual está libre de restricciones conocidas en virtud del derecho de autor de conformidad con lo dispuesto en el artículo 13 de la Ley de Propiedad Intelectual española.

- Datos: Q97633028
- Multimedia: Church of San Pedro, Málaga / Q97633028